# JŽ serija 611
JŽ serija 611 bila je serija dizelsko električnog motornog vlaka Jugoslavenskih željeznica koji je prozvodila tvrtka "Janko Gredelj" iz Zagreba, današnji TŽV Gredelj d.o.o. Bio je to prvi aluminijski vlak u kojem su i noseći elementi bili aluminijski u Europi, a prometovao je na linijama Zagreb - Zadar i Zagreb - Beograd. U prometu je bio od 28. rujna 1965., a zbog materijala izrade vlak je popularno zvan Aluminijski vlak.
Garnitura se sastojala od dvaju upravljačkih motornih vagona (na oba kraja), vagona s bifeom te putničkog vagona. Motorni vagoni bili su kapaciteta 40 sjedala, ugostiteljski vagon 48, te putnički vagon 64 sjedala. Sjedala su bila razmještena po sustavu 2+2 s prolazom po sredini. Bila su izvedena u obliku udobnih fotelja koje su mogle biti postavljene i u poluležeći položaj s ugrađenim pepeljarama i stolićima. Za pruge s manjim usponima i manjim brzinama bila je predviđena petodjelna garnitura s 340 sjedećih i 160 stajaćih mjesta.
Ukupno su bila proizvedena tri vlaka. Prvi je prototip bio opremljen Famosovim agregatima 116 KS, a druga dva snažnijim agregatima tvrtke Jenbacher Werke snage 400 KS pa je i prvi vlak rekonstriuran ugradnjom novog dizelskog motora JW 400 KS. Nakon elektrifikacije pruge Zagreb - Beograd prometovali su na pruzi Zagreb - Split koja ih je teško oštetila. Zadnji popravak bio je u Zagrebačkoj radionici od 25. ožujka do 25. lipnja 1971., da bi 1974. vlakovi bili otpisani, a nešto poslije i razrezani.
S dizelskim motorima Famos vlak je mogao razviti brzinu 140 km/h na ravnoj pruzi Zagreb - Beograd, ali je maksimalna brzina vlaka bila 120 km/h. U motornoj jedinici su se nalazila dva agregata, jedan pogonski od 400 KS i drugi za pomoćni pogon snage 80 KS. Glavni dizelski motor je pogonio istosmjeran generator sa stranom uzbudom koja se regulirala magnetskim regulatorima sukladno UI karakteristici snage motora. Glavni generator je napajao četiri vučna istosmjerna kolektorska tramvajski ovješena motora smještena u okretna postolja. Vučni motori su prepravljeni motori koje je Končar ugrađivao u trolejbuse snage 120 kW koji su u vlaku imali snagu 60 kW. Kada je vlak prestao voziti na relaciji Zagreb - Beograd i počeo voziti za Split i Zadar zapažena je mala snaga dizelskih motora jer je brzina na usponu s ukupnim otporima pruge brzina padala ispod 30 km/h pa se prišlo ugradnji jačih dizelskih motora JW 600 KS a ostali je dio električnog prijenosnika ostao isti. Snaga po vučnom motoru se povećala sa 60 kW na 100 kW pa su vučni motori pregorijevali na najtežim dionicama puta. Vučni strujni krug izveden je tako da normalno glavni dizelski motor jedne motorke napaja četiri vučna motora te motorke ali je u slučaju kvara jednog agregata bilo moguće prespojiti vučni strujni krug tako da ispravan dizelski agregat napaja vučne motore obiju motorki. S obzirom na to da je vlak imao vrlo malo osovinsko opterećenje vučni motori su trpili velike udarce 14 G na sastavcim tračnica na ličkoj pruzi što je dovodilo do pucanja bandaža na rotoru motora. Na svakoj vožnji je pregorio barem jedan motor. Razmišljalo se o zamjeni vučnih motora jačima ali Končar kao proizvođač električnog dijela i jedan od nositelja projekta nije pristao proizvesti jači motor. Projektant željezničkih vozila u Gredelju pronašao je zamjenski motor TD4280-s koji se dobro pokazao u "Francuskom vlaku" 610/617 ali je projekt zaustavljen i vlakovi su ekspresno izrezani. Prije rezanja vlakovi su jedno kratko vrijeme vozili na relaciji Zagreb - Čakovec zagorskom prugom. 
Pomoćni agregat snage 80 KS snabdjevao je strujom uzbudu glavnog generatora, ventilatore za hlađenje vode glavnog i pomoćnog agregata i kompresora za kočnicu vlaka. Pomoćni agregat napajao je i sve ostale električne uređaje naponom 3 x 380 V frekvencije 50 Hz. Grijanje vlaka riješeno je toplom vodom Webasto grijačima. 
Okretna postolja su u prvoj varijanti bila ogibljena s lisnatim oprugama ali se zbog pucanja prišlo elegantnijem rješenju sa zračnim jastucima što se danas može vidjeti u vlakovima koje proizvodi Končar. Aluminijski vlak je takvo rješenje imao 1970 godine. 
Jedan od nedostataka vlaka bilo je spajanje zakovicama tako da je vagon prosječno imao oko 110000 zakovica što je imalo za posljedicu visoku proizvodnu cijenu ali se već krajem 60-tih počelo sa zavarivanjem aluminija što bi smanjilo troškove i vrijeme proizvodnje vlakova da je u ŽTP-u Zagreb bilo volje. Pojavila se struja koja je bila više naklonjena vlakovima GANZ i proizvodnja vlakova se ugasila u Hrvatskoj.
Zanimanje za vlakove pokazale su Željeznice SSR-a, Argentine i drugih ali kako je proizvodnja zaustavljena zaustavljene su i narudžbe.

## Tehničke karakteristike
- Graditelj: Janko Gredelj
- Godina izgradnje: 1961. – 1963.
- Osovinski raspored: Bo'Bo' + 2'2' + 2'2' + Bo'Bo'
- Širina kolosijeka: 1435 mm
- Motor: Famos 2 F2/603 (2×115 KS)/JW 400 (2×400 KS)
- Duljina preko odbojnika: 82,12 m
- Širina: 3 m
- Broj sjedala: 192
- Masa praznog vlaka: 128 t
- Najveća brzina: 120 km/h, na usponu od 28‰ 40 km/h